# Сансан (мегаполіс)
Сансан (англ. SanSan — скор. від траси «Сан-Франциско—Сан-Дієго») — мегалополіс в штаті Каліфорнія, який лежить на західному узбережжі, одна з найбільших прибережних агломерацій в світі. Це злиття міста Сан-Дієго та Сан-Франциско, між ними розташоване місто Лос-Анджелес. Населення складає близько 20-25 млн, площа 70-80 тис. км²,густота населення від 250—325. Протяжність з півночі на південь 840 км, з заходу на схід від 200—300 км.